# Wilhelm Adler (Fotograf)

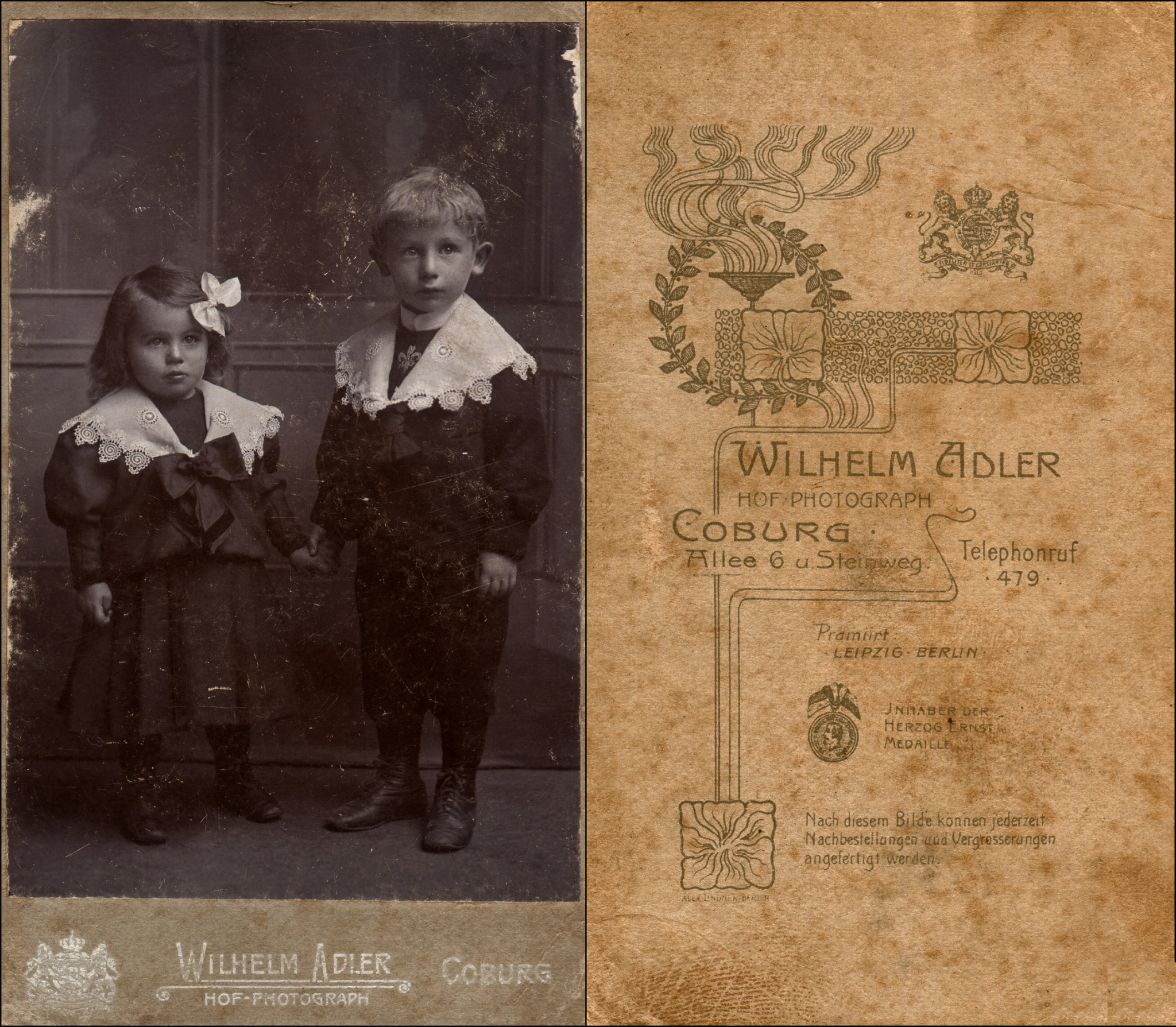
Atelier-Aufnahmen eines adrett ausstaffierten kleinen Mädchens und eines kleinen Jungens mit übergroßem, besticktem Kragen mit weißer Spitze;
Kabinettfotografie; rechts das Revers mit Adress- und weiteren Angaben, um 1910

Wilhelm Adler war der Name eines gleichlautenden Foto-Ateliers in Coburg, dessen Inhaber mit dem Titel Hof-Photograph geehrt worden war. Die 1881 gegründete Firma unterhielt mehrere Ateliers, eines davon in der Coburger Straße Steinweg, während das Studio unter der Adresse Alleeweg 6 auch noch nach der Abschaffung der Monarchie noch gegen Ende der Weimarer Republik von Max Adler als Inhaber unter dem Namen des Firmengründers und mit dem Zusatz „Hofphotogr.“ betrieben wurde.
Ausgesuchte Werke Adlers waren auf in Leipzig und Berlin gezeigten Ausstellungen prämiert worden. Zudem war der Fotograf für seine Verdienste mit der Herzog-Ernst-Medaille ausgezeichnet worden, wie ein von „Alex. Lindner, Berlin“ im Jugendstil lithografisch vorgedrucktes Revers eines Kartonträgers einer Kabinettfotografie belegt.